# Great Mis Tor
Great Mis Tor är ett berg i Storbritannien.   Det ligger i grevskapet Devon och riksdelen England, i den södra delen av landet, 290 km väster om huvudstaden London. Toppen på Great Mis Tor är 538 meter över havet.
Terrängen runt Great Mis Tor är kuperad västerut, men österut är den platt. Runt Great Mis Tor är det ganska glesbefolkat, med 43 invånare per kvadratkilometer. Närmaste större samhälle är Tavistock, 8,0 km väster om Great Mis Tor. Trakten runt Great Mis Tor består i huvudsak av gräsmarker.